# Justice League (TV-serie)
Justice League är en amerikansk animerad TV-serie om ett superhjälteteam, som visades 2001-2004 i Cartoon Network. Serien producerades av Warner Bros. Animation. Den är baserad på serietidningarna om Justice League of America och serietidningarna från DC Comics. Efter andra säsongen, ersattes serien av Justice League Unlimited, som sändes i ytterligare tre säsonger.

## Mottagande
Serien fick bra kritik av såväl fans och kritiker, många jämförde den med Batman: The Animated Series på grund av den mörkare tonen, tillsammans med manus  och rollfigurernas karaktär. Serien höll 8.6/10 på Internet Movie Database.
I januari 2009 rankade IGN Justice League Unlimited som 20:e bästa animerade TV-serie genom tiderna.

## Rollista

### Huvudroller
| Engelsk röst      | Svensk röst       | Roll                             |
| ----------------- | ----------------- | -------------------------------- |
| Kevin Conroy      | Reuben Sallmander | Bruce Wayne / Batman             |
| George Newbern    | Fredrik Dolk      | Kal-El / Clark Kent / Superman   |
| Susan Eisenberg   | Jennie Jahns      | Diana Prince / Wonder Woman      |
| Michael Rosenbaum | Andreas Andersson | Wally West / Flash               |
| Phil LaMarr       | Dan Bratt         | John Stewart / Green Lantern     |
| Carl Lumbly       | Adam Fietz        | J'onn J'onzz / Martian Manhunter |
| Maria Canals      | Helena Thornqvist | Shayera / Hawkgirl               |

### Återkommande rollfigurer
- Grant Albrecht – General Hoffman
- William Atherton – Doctor Destiny
- René Auberjonois – Kanjar Ro, Guardian, Galius Zed, Desaad, Steppenwolf
- Fairuza Balk – Penny Dee
- Dorie Barton – Audrey
- Kristin Bauer – Mera
- Xander Berkeley – General Brak
- Serena Berman – Cassie
- Earl Boen – Simon Stagg
- Powers Boothe – Gorilla Grodd
- Julie Bowen – Aresia
- Max Brooks – Howie
- Kimberly Brooks – Mrs. Saunders
- Clancy Brown (svensk röst: Mikael Roupé) – Lex Luthor
- Ian Buchanan – Ultra-Humanite
- Corey Burton – Brainiac, Forager, Metallo, Toyman, Weather Wizard
- Cathy Cavadini – Dr. Mary
- Greg Cipes – Jack
- Enrico Colantoni – Glorious Godfrey
- Gary Cole – J. Allen Carter
- Ricky D'Shon Collins – Chris McGee
- Olivia d'Abo – Morgaine Le Fay, Star Sapphire
- Keith David – Despero
- Dana Delany – Lois Lane, Maggie Sawyer
- Michael Dorn – Kalibak
- Richard Doyle – Dr. Louis
- Brian Doyle-Murray – Artie Bauman
- Larry Drake – Colonel Vox
- Fred Dryer – Sergeant Rock
- Patrick Duffy – Steve Trevor
- Lisa Edelstein – Mercy Graves
- Ashley Edner – Trina, Jennifer
- Héctor Elizondo – Kragger
- Robert Englund – Felix Faust
- Shelley Fabares – Martha Kent
- Mike Farrell – Jonathan Kent
- Oded Fehr – Doctor Fate
- Carlos Ferro – Radocko
- Efrain Figueroa – Copperhead (första röst)
- Soren Fulton – Mordred
- Brad Garrett – Lobo
- Brian George –Guardian, Parasite, Mr. President, Morgan Edge
- Peri Gilpin – Volcana
- Michael Gough – Professor Henry Moss
- Richard Green – Orm
- Pam Grier – My'ria'h
- Julianne Grossman – Phillipus
- Kim Mai Guest – Katma Tui
- Nicholas Guest –Luminus
- Jennifer Hale – Giganta, Killer Frost, Sroya Bashir, Inza
- Mark Hamill (svensk röst: Thomas Engelbrektson) – Solomon Grundy, Jokern
- Neil Patrick Harris – Ray Thompson
- Dennis Haysbert – Kilowog
- Grant Heslov – Doctor Patel
- Michael Ironside – Darkseid
- Robert Ito – Mr. Hama
- Jeffrey Jones – Sir Swami
- William Katt – Green Guardsman
- David Kaufman – Jimmy Olsen
- Udo Kier – Music Master
- Ted Levine – Sinestro, Bulldozer
- Virginia Madsen – Sarah Corwin
- Jason Marsden (svensk röst: Peter Persson) – Snapper Carr
- Karen Maruyama – Tsukuri
- Bruce McGill – General McCormick
- Ted McGinley – Tom Turbine, Burns
- Stephen McHattie – Shade
- Michael McKean – Sportsman, Sergeant O'Shaughnessey
- Danica McKellar – Sapphire Stagg
- Scott Menville – King
- Alfred Molina – Gustav
- Richard Moll – Java
- Garrett Morris – Al McGee
- Phil Morris – Vandal Savage, Gorilla City General
- David Naughton – The Streak
- Rob Paulsen – Lightray
- Khary Payton – Ten
- Elizabeth Peña – Paran Dull
- Ron Perlman – Clayface, Orion
- Diane Pershing – Poison Ivy
- Robert Picardo – Blackhawk, Amazo
- Sheryl Lee Ralph - Cheetah
- Jan Rabson – Professor Erlich
- James Remar – Manhunter
- John Rhys-Davies – Hades
- Kevin Michael Richardson – General Wells, Imperium
- Victor Rivers – Hro Talak
- Eric Roberts – Mongul
- Mark Rolston – Firefly
- Stephen Root – Cat Man
- Scott Rummell (svensk röst: Håkan Mohede) – Aquaman
- Mitchell Ryan – Highfather
- Pepe Serna – Shifflet
- W. Morgan Sheppard – Merlin
- Tom Sizemore – Metamorpho
- William Smith – Draaga
- Arleen Sorkin – Harley Quinn
- David Ogden Stiers – Solovar
- Tara Strong – Sera, Queen
- Susan Sullivan – Hippolyta
- Dave Thomas – Harv Hickman, Ernst
- Lauren Tom – Chung
- Hynden Walch – Ace
- Tracey Walter – Mophir
- Michael T. Weiss – Etrigan the Demon/Jason Blood
- Maggie Wheeler – Antiope
- Michael Jai White – Doomsday
- Jose Yenque – Copperhead (andra röst)
- Keone Young – Dr. Chin
- Efrem Zimbalist, Jr. – Alfred Pennyworth
- Rob Zombie – Icthultu

### Fotnoter
1. ↑  ”IGN - 20. Justice League Unlimited”. Tv.ign.com. Arkiverad från originalet den 14 december 2010. https://web.archive.org/web/20101214103902/http://tv.ign.com/top-100-animated-tv-series/20.html. Läst 2 januari 2011.